# Christian Svensson (skådespelare)
Christian Steven Svensson, ibland benämnd Christian Hastings, född 14 januari 1968 i Katarina församling i Stockholms län, är en svensk skådespelare.
Svensson har bland annat medverkat i TV-serierna Gåsmamman, We Got This och Death and Other Details. Han har även medverkat i ett par filmer med Johan Falk.

## Filmografi (i urval)
- 2015–2024 – Gåsmamman (TV-serie)
- 2015 – Johan Falk: Blodsdiamanter
- 2015 – Johan Falk: Tyst diplomati
- 2020 – We Got This (TV-serie)
- 2024 – Death and Other Details